# Re di Lidia

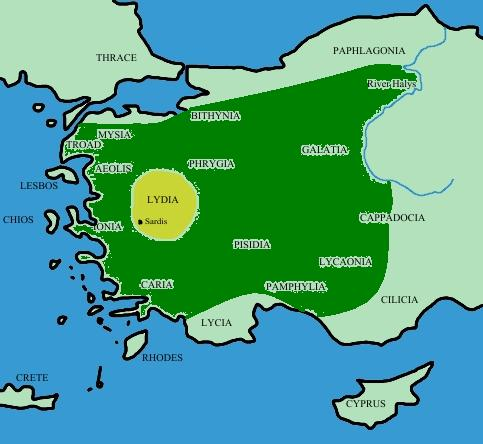
Localizzazione della Lidia in giallo.

In origine chiamata Meonia (questo perché Erodoto afferma che i suoi abitanti erano chiamati Meoni), la Lidia fu un antico regno dell'Anatolia occidentale storicamente esistito durante il primo millennio a.C. e che potrebbe essere esistito anche nel millennio precedente.
Come ogni regno, anche la Lidia fu governata da generazioni di re che sono suddivise in tre dinastie: Atiadi, Eraclidi e Mermenadi.
La prima dinastia è leggendaria, la seconda si può definire semi-leggendaria (poiché i primi re elencati provengono da fonti mitologiche e con fonti che invece divengono storiche a partire dall'VIII secolo a.C.) e la terza è basata infine su fonti esclusivamente storiche.
Secondo un'analisi storica più recente la dinastia degli Eraclidi è sempre la stessa dei Mermeadi; la differenza del nome è dovuta piuttosto ad una scelta politica degli storici greci più tardi.

## La controversa dinastia degli Atiadi
Questa dinastia, essendo esclusivamente ricostruita con fonti mitologiche vede dapprima un'incognita sulla posizione dinastica di Iardano (in quanto Erodoto scrive che fosse un re meoniano di Lidia ed Apollodoro e Diodoro Siculo lo indicano come il padre di Onfale) ed in seguito un contrasto sui nomi dei successivi due re poiché sempre Erodoto cita Mane come primo re dei Meoni e suo figlio Ati come suo successore mentre Strabone cita invece Tmolo e suo figlio Tantalo. 

Un elemento collegante tra i cinque personaggi sopraelencati è il personaggio della regina Onfale poiché le viene attribuito sia il matrimonio con Tmolo (un re citato da Strabone) che la maternità di Ati (e di cui secondo Erodoto il padre è Mane).
Secondo Apollodoro inoltre, Onfale successe al trono dopo la morte del marito Tmolo, mentre Diodoro Siculo scrive che fosse già regina dei Meoni prima di sposarsi.
Tornando a Iardano, la sua posizione più logica nell'elenco lo vede quindi come re antecedente al regno di Mane e Tmolo.

### I re dei Meoni
- Iardano (?)
- Mane o Tmolo, primo re dei Meoni
- La regina Onfale, vedova di Tmolo e madre di Ati
- Ati o Tantalo, secondo re dei Meoni

### I re di Lidia
- Lido, diede alla Meonia il nome di Lidia[3]

## Dinastia Eraclide
La prosecuzione leggendaria della storia dei re di Lidia attribuisce ad Eracle (chiamato Tilone dai Lidi) la paternità del figlio Ati (già figlio della regina Onfale) e fa sì che questa nuova dinastia passi attraverso dei personaggi non regnanti in Lidia (Alceo, Belo, Nino) per giungere ad Agrone che fu il primo re eraclide di Lidia.

Questa dinastia è semileggendaria e consta di ventidue membri (e di cui diciassette nomi sono sconosciuti), che complessivamente regnarono per cinquecentocinque anni.
- Agrone (1221 a.C. - ?)
- 17 re di cui non si conosce il nome
- Ardis I (Ardi) (795 a.C. - 759 a.C.)
- Aliatte I (759 a.C. - 745 a.C.)
- Mirso (o Mele) (745 a.C. - 733 a.C.)
- Candaule (o Mirsilo) (733 a.C. - 716 a.C.)

## Dinastia dei Mermnadi
Salito al trono dopo aver ucciso Candaule, Gige instaurò la breve ma potente dinastia dei Mermnadi, sotto la quale Lidia raggiunse il suo apice in Asia Minore.
La dinastia ed il regno di Lidia cessò di esistere dopo la sconfitta di Creso contro il re persiano Ciro II.
Anche se realmente esistita, la scansione temporale dei sovrani di questa dinastia non è mai stata determinata con precisione. Le date tradizionali derivano da Erodoto, che riporta le date per ogni re. Queste però sono state contestate dagli studiosi moderni sulla base di corrispondenze con la storia dell'Assiria. 

Sono riportate entrambe le versioni, con l'ultima in corsivo.
- Gige (716 a.C. - 678 a.C. o 680 a.C. - 644 a.C.)
- Ardis II (678 a.C. - 629 a.C. o 644 a.C. - 625 a.C.)
- Sadiatte (629 a.C. - 621 a.C. o 625 a.C. - 600 a.C.)
- Aliatte II (621 a.C. - 560 a.C. o 600 a.C. - 560 a.C.)
- Creso (560 a.C. - 541 a.C. o 560 a.C. - 547 a.C./ 546 a.C.)